# 中村嶺亜
中村 嶺亜（なかむら れいあ、1997年4月2日 - ）は、日本のアイドル、歌手、俳優。ジュニア内男性アイドルグループ・KEY TO LITのメンバー。
東京都出身。STARTO ENTERTAINMENT所属。

## 来歴
母親の知り合いが勝手にジャニーズ事務所に履歴書を送り、オーディションの知らせが来たが、当時競技として真剣に挑戦していたスケートボードの大会があったため行かなかった。2回目に知らせが来た際も興味は無かったものの、「受かったらスケボーの大会で優勝するよりすごいことだよ」と親に言われ、それなら受かったうえで辞めてやると考え、オーディションに参加。周りとは異なり、何も準備せず臨み、その場にいた社長のジャニー喜多川にそうとは知らないまま「スケボー無いの？」と生意気に話しかける程だったが、オーディションには合格。100人程の候補者の中から井上瑞稀と共にピックアップされ、そのまま雑誌撮影などを行い、2009年10月3日に入所する。同年12月にはスノープリンス合唱団のメンバーとして『スノープリンス』でCDデビュー。年末には『第60回NHK紅白歌合戦』にも出場した。
2012年・2013年はSexy Boyzとしても活動する。
2018年2月、7 MEN 侍のメンバーに選ばれる。
2020年3月、ミュージカル『SUPERHEROISM』で初主演をつとめる。
2025年2月16日に7 MEN 侍が事実上の解散。ジュニア内新グループ・KEY TO LITの結成が発表され、メンバーに選ばれる。KIT TO LETになって初めての公式ブログでは、7 MEN 侍のファン『痺愛』に向けて、日本武道館での単独ライブやCDデビューが叶わなかったことを詫びたうえで、これまでの7年間を活かしながらこれからもSTARTO社のアイドルとして直向きに努めていく決意を述べた。

## 人物
7 MEN 侍ではセンターをつとめ、主にギターとメインボーカルを担当する。
2歳下に妹がいる。父親はスノーボードの選手。自身は3歳の時にスケートボードを始め、小学3年生から本格的に競技に参加し、小学5年生のときに旅行先の九州で行われた大会に参加し初優勝する。2009年にジャニーズ事務所入りするまでに大会で3度優勝。入所後は本格的な競技からは離れたが、デビュー前のKis-My-Ft2と帝国劇場で一緒に滑ったり、舞台で披露するなどしていた。プロスケートボード選手の白井空良と親交があり、舞台『DREAM BOYS』で共演経験もある。2021年12月22日に放送された日本テレビ系スポーツバラエティ番組『ネオコロッセオ』では東京五輪スケートボードの選手と「オーリーバー」で対決し、銅メダリストの中山楓奈との対決では65cm、金メダリストの西矢椛との対決では60cmを跳んで勝利した。
大学は美術学部に進学し、油絵を専攻する。バラエティ番組『プレバト!!』でも、スプレーアートや水彩画を披露。特に、水彩画の査定員である野村重存からは、所属するグループ名をもじった「7明暗侍」のニックネームで呼ばれている。
他にも趣味はゲーム、アニメ、漫画、特技はスノーボード、ギター、ベースを挙げている。将来の夢は「超スター★」になること。

## 出演
個人での出演のみ記載。グループでの活動についてはスノープリンス合唱団#出演およびSexy Boyz、7 MEN 侍#出演を参照。

### バラエティ
- ガムシャラ!（2014年4月12日[26] - 2016年4月2日、テレビ朝日）[27]
- ジャニーズJr.ランド（2013年、BSスカパー!）[28]
- 超多様性トークショー!なれそめ（2023年4月7日 - 9月22日、NHK Eテレ / 10月2日 - 12月11日、NHK 総合） - 週替わりレギュラー[29]

### テレビドラマ
- 恋の病と野郎組（2019年7月20日 - 9月21日、BS日テレ） - 三村蓮 役[30]
  - 恋の病と野郎組 Season2（2022年1月25日 - 3月29日、日本テレビ） - 三村蓮 役[31]
- ゲキカラドウ（2021年1月7日 - 3月25日、テレビ東京） - 篠宮亮介 役[32]
- 犬と屑（2023年6月9日 - 7月28日、毎日放送） - 犬飼秀司 役[33]
- 先生さようなら（2024年1月23日 - 3月26日、日本テレビ） - 白石健太 役[34]
- 極道上司に愛されたら（2025年7月23日 - 、MBS・TBS） - 仙崎虎 役[35]

### 映画
- 映画 少年たち（2019年3月29日公開） - クロ 役[36]

### 配信ドラマ
- ちょこっとゲキカラドウ（2021年3月17日 - 31日配信、Paravi） - 主演・篠宮亮介 役[37]
- 和田家の男たち アナザーストーリー（2021年11月12日 - 19日、TELASA） -  逢坂和泉 役[38][39]

### 舞台
- 滝沢歌舞伎 -TAKIZAWA KABUKI-（2010年4月4日 - 5月8日、日生劇場）[40]
- Johnny's Dome Theatre 〜SUMMARY〜（2012年9月8日 - 9日、TOKYO DOME CITY HALL）[41]
- JOHNNYS' World -ジャニーズ・ワールド-
  - JOHNNYS' 2020 WORLD -ジャニーズ トニトニ ワールド-（2013年12月7日 - 2014年1月27日、帝国劇場）[42]
  - 2015新春 JOHNNYS' World（2015年1月1日 - 27日、帝国劇場）[43]
  - JOHNNYS' YOU&ME IsLAND（2017年9月6日 - 30日、帝国劇場）[44]
- ジャニーズ銀座
  - ジャニーズ銀座2014〔Sexy Jr.〕（2014年5月24日・25日・31日・6月1日、シアタークリエ）[45][46]
  - ジャニーズ銀座2015（2015年5月12日 - 14日、シアタークリエ）[47]
  - ジャニーズ銀座2016（2016年5月7・8日、シアタークリエ）[48]
- 東SixTONES×西関西ジャニーズJr.SHOW合戦（2017年2月18日 - 26日、新橋演舞場）[49]
- ミュージカル『SUPERHEROISM』（2020年3月23日[注 1]、品川プリンスホテル クラブeX） - 主演・ゴタンダ 役[11]
  - ミュージカル『SUPERHEROISM』（2021年6月18日 - 25日、日本青年館ホール / 7月3日・4日、COOL JAPAN PARK OSAKA WWホール） - 主演・ゴタンダ 役[51][52]
- ミュージカル「手紙」2022（2022年3月12日 - 27日、東京建物 Brillia HALL） - ユースケ 役[53][54]
- ミュージカル・ショー「SEVEN－シンドバッド7つの航海－」（2022年11月3日 - 19日、品川プリンスホテル クラブeX / 11月26日・27日、森ノ宮ピロティホール） - 主演・シンドバッド 役[55][56]
- ミュージカル「DADDY」（2023年3月31日 - 4月9日、サンシャイン劇場 / 4月13日 - 16日、森ノ宮ピロティホール / 4月19日、本多の森ホール / 4月22日、新潟県民会館大ホール / 4月29日、電力ホール / 5月2日・3日、ももちパレス 大ホール） - 主演・こーすけ 役[57][58]

### 吹き替え
- フェ〜レンザイ -神さまの日常-（2023年7月5日 - 9月27日、テレビ東京） - ナタ 役[59]

### コンサート
- ガムシャラ J's Party !! Vol.1（2014年2月1日 - 2日、EXシアター六本木）[60]
- マイナビ サマステライブ2023 俺たちがミライだ!!（2023年8月12日、EX THEATER ROPPONGI） - PAISEN応援隊として出演[61][62]

### イベント
- 駆アガル！〜あべこべ男子に憧れて〜（2025年3月22日・23日、ぴあアリーナMM）[63][64]

### MV
- A.B.C-Z「Za ABC〜5stars〜」（2012年）[65]

### CM
- サーティワンアイスクリーム「真夏の雪だるま大作戦！」（2013年7月 - ）[66]